# Operace Egrof
Operace Egrof (hebrejsky: מבצע אגרוף, Mivca Egrof, doslova Operace Pěst) byla vojenská akce izraelské armády, respektive izraelského vojenského letectva, provedená v říjnu 1948 během první arabsko-izraelské války jako součást Operace Jo'av. Sestávala série vzdušných náletů na pozice egyptské armády, které přispěly k úspěchu akce. 
Při Operaci Jo'av Izraelci během jednoho týdne zničili egyptský západovýchodní koridor mezi obcemi Madždal a Bajt Džibrin, který po několik měsíců odděloval území Izraele od Negevské pouště. V závěru Operace Jo'av byla provedena i  Operace Moše (dobytí města Beerševa). Operace Egrof probíhala jako paralelní akce letectva na podporu izraelských pozemních sil. Odehrávala se ve dnech 14.–22. října a sestávala z nočních náletů. Vzhledem k nedostatku bombardovacích letadel byla k bombardování egyptských pozic nasazena dopravní letadla, ze kterých se bomby vyhazovaly ručně z platforem. Shozeno bylo celkem 872 bomb o celkové váze 34 826 kg. Hlavními terči byla soustředění egyptských sil v oblasti Gazy či obcí Madždal, Džabalija, al-Faludža (zde odolávalo centrum egyptských sil), Irak al-Manšija či Bajt Džibrin. V přestávkách mezi nálety sloužila tato letadla v rámci Operace Avak pro dopravu materiálu a zbraní přes egyptské linie do Negevu.